# Vitka Kempner
Vitka Kempner (en hébreu : ויטקה קובנר ), née en mars 1920 à Kalisz et morte le 15 février 2012 à  Ein HaHoresh, est une partisane juive polonaise de la Seconde Guerre mondiale. Elle a servi dans la Fareynikte Partizaner Organizatsye et, aux côtés de Rozka Korczak et du fondateur Abba Kovner, a assumé un rôle de leadership dans son groupe successeur, Nakam (Nokmim).

## Biographie

### Enfance
Vitka Kempner est née dans une famille libérale et fait partie du Betar, un mouvement de jeunesse sioniste juif radical. Étudiante, elle rejoint un groupe affilié avec Hashomer hatzaïr.

### Seconde Guerre mondiale
Lorsque l'Allemagne nazie envahit la Pologne, elle se réfugie à Vilnius en Lituanie avec son frère. En 1941,  les Lituaniens sont vaincus par les Allemands à la suite de l'opération Barbarossa et Vitka Kempner et dix milliers d'autres Juifs sont enfermés dans le ghetto de Vilnius. Entendant les rumeurs sur les camps de la mort, elle décide de rejoindre la résistance armée et rencontre Korczak et Kovner. Durant la Seconde Guerre mondiale, leur Fareynikte Partizaner Organizatsye  (FPO) est l'un des plus célèbres et efficaces groupes de partisans juifs, responsables d'actes de sabotage contre les Nazis. Vitka Kempner joue un rôle essentiel dans l'organisation, et elle est reconnue comme ayant fait exploser un train de ligne nazi avec une bombe artisanale. Elle et ses compatriotes transportent des armes à travers le réseau d'égouts de la ville, Vitka Kempner devenant finalement un des lieutenants les plus proches de Kovner,.

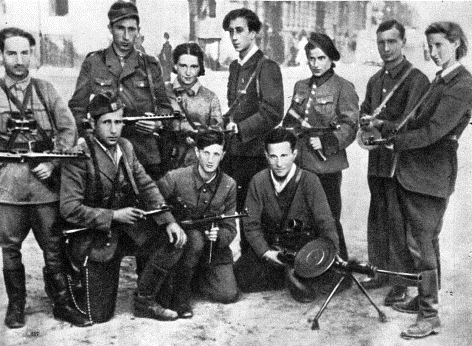
Vitka Kempner est à l'extrême droite, debout avec des membres du FPO dans le ghetto de Vilnius. Rozka Korczak (debout, troisième à gauche), Abba Kovner est à sa droite.

## Vie privée
Vitka Kempner et Abba Kovner se marient en 1946. La même année, ils s'installent en Palestine britannique, et ont deux enfants. Son mari 
devient un poète et elle devient psychologue clinicienne. Ils vivent ensemble jusqu'à la mort de celui-ci en 1987. Ce n'est qu’après la mort de son mari que l'on reconnait son rôle important de partisane. 
Vitka Kempner meurt à son domicile israélien en 2012.